# Acabaria delicata
Acabaria delicata är en korallart som beskrevs av Sydney John Hickson 1940. Acabaria delicata ingår i släktet Acabaria och familjen Melithaeidae. Inga underarter finns listade i Catalogue of Life.